# Шимбарк (Малопольское воеводство)

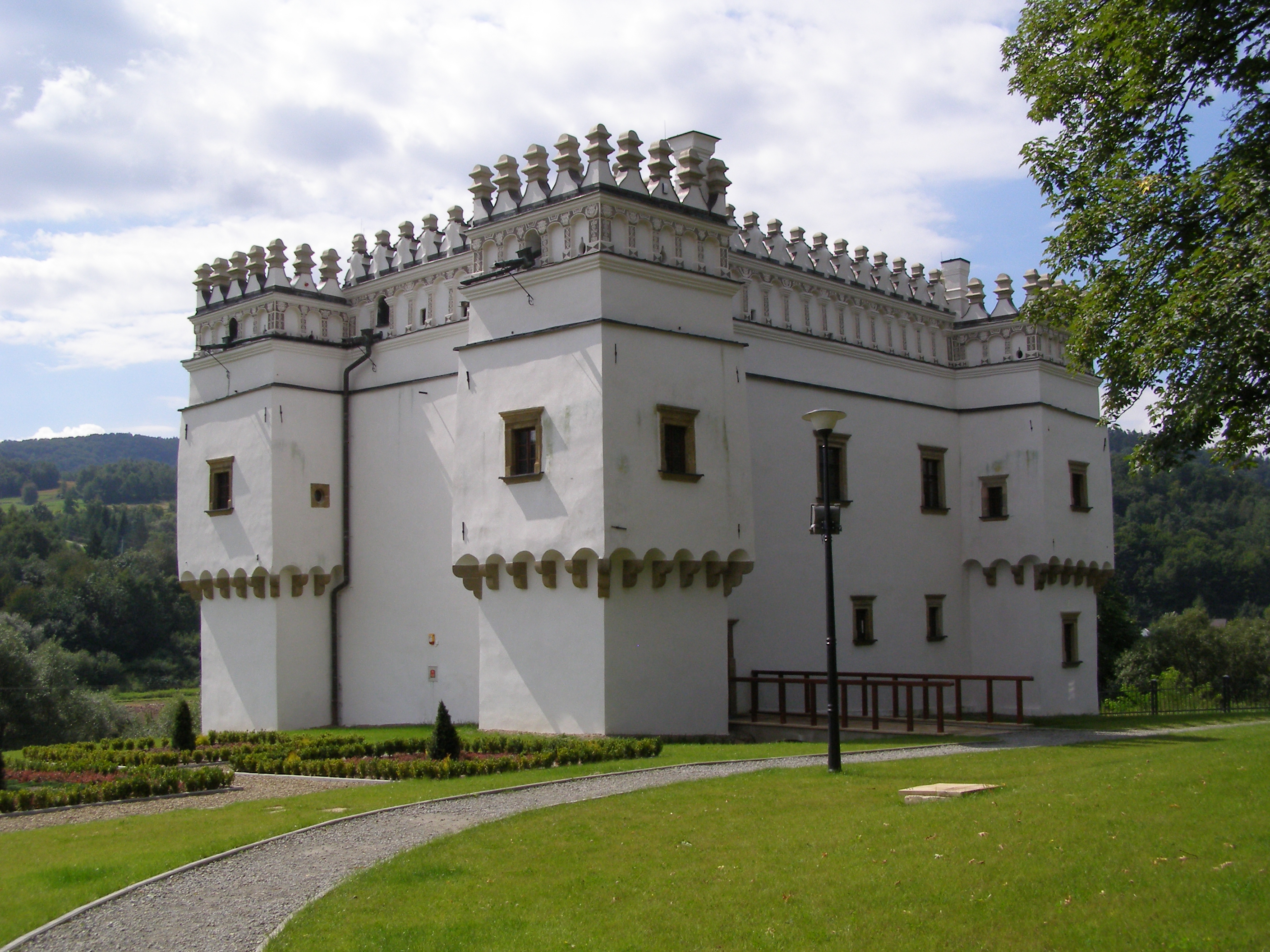
Шимбаркский замок

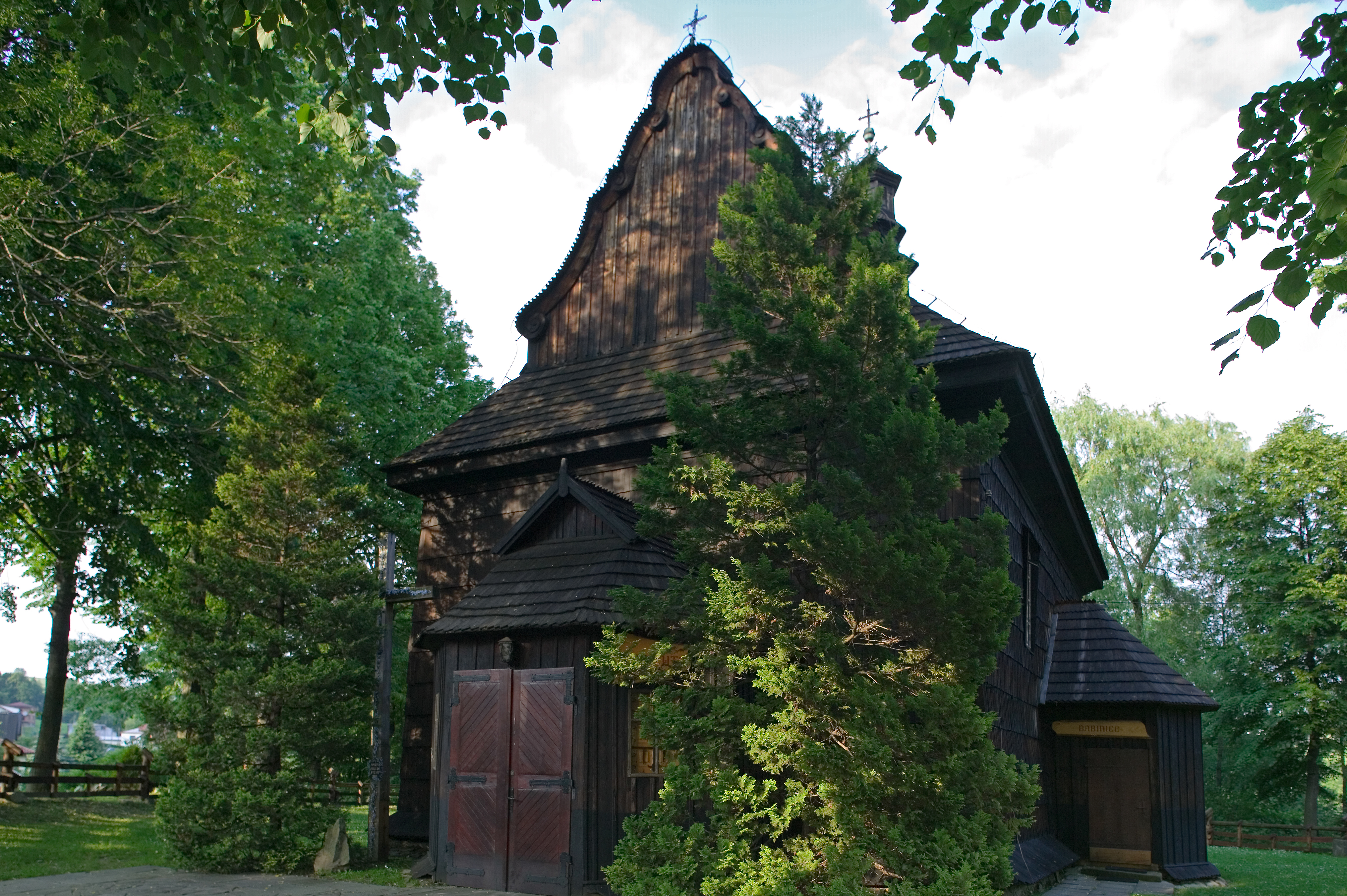
Церковь святого Войцеха

Ши́мбарк (пол. Szymbark) — село в Польше в гмине Горлице Горлицкого повета Малопольского воеводства.

## География
Село находится в 7 км от административного центра гмины города Горлице и 97 км от центра воеводства города Краков. Село располагается в долине реки Ропы между горами Сухой Верх (652 метра) и Бартня-Гура (632 метра) в излучине Ропы выше её устья до её правого притока Белянка.

## История
Первые упоминания о селе относятся к XII веку. Во времена средневековья Шимбарк был резиденцией польского шляхетского рода Гладыш герба Гриф. Первым из рода Гладыш, поселившимся в Шимбарке, стал рыцарь Павел Гладыш. В 1359 году польский король Казимир Великий подарил село Яну Гладышу. В селе представителями шляхетского рода Гладыш была построена усадьба, вокруг которой с XIV века постепенно стало формироваться фортификационно-оборонительное сооружение. Гладышам принадлежало большинство близлежащих селений и земля в русле реки Ропы. Владения рода Гладышев в средние века назывались «Dominium Ropae».
В XVII веке Шимбарк описал в своём сочинении польский географ Эварист Куропатницкий.
Во время Первой мировой войны возле Шимбарка происходили бои, о которых свидетельствуют три воинских захоронения, находящихся в пределах современного села.
В средние века в селе проживали представители немецкой этнографической группы глухонемцов, которые в последующие столетия были полностью ополячены. Об этой этнографической группе упоминает в своём сочинении «Historyczny obszar Polski, rzecz o dijalektach mowy polskiej» польский историк Винценты Поль. До конца Второй мировой войны в селе также проживали лемки, которые были высланы на западные территории Польши во время операции «Висла».
В 1975—1998 годах село входило в Новосонченское воеводство.

## Достопримечательности
- В селе находятся следующие памятники культуры Опольского воеводства[4]:
  - Шимбаркский замок — филиал музея «Усадьбы Карвацианов и Гладышев»;
  - Деревянная церковь святого Войцеха, построенная в 1782 году, Церковь входит в туристический маршрут «Путь деревянной архитектуры» — памятник культуры Малопольского воеводства;
- Музей погорянской деревни — музей под открытым небом;
- Заповедник «Еленя-Гура»;
- Морское око — озеро;
- Воинские захоронения времён Первой мировой войны, входящие в группу Западногалицийских воинских захоронений:
  - Воинское кладбище № 73;
  - Воинское кладбище № 74;
  - Воинское кладбище № 75.
- Следующие объекты являются объектами туристического маршрута «Путь деревянной архитектуры»:
  - Церковь Рождества Пресвятой Богородицы;
  - Центр народной архитектуры.